# Mystik (Band)
Mystik war eine US-amerikanische Power- und Speed-Metal-Band aus Cleveland, Ohio, die im Jahr 1988 gegründet wurde und sich ca. 1994 auflöste.

## Geschichte
Die Band wurde im Jahr 1988 vom Gitarristen Roy Gursten gegründet. Nach einem Demo im Jahr 1990 folgte ein weiteres Demo, The Plot Sickens, worauf die Band neben Gursten aus dem Sänger Patrick Hughes, dem Gitarristen Ed Miller, dem Bassisten Joe Kilcoyne und dem Schlagzeuger Ken Easterly bestand. Durch das Demo erreichte die Band einen Vertrag bei Massacre Records, worüber 1992 ihr Debütalbum erschien, das sich ebenfalls The Plot Sickens nannte. Das Album wurde in einem süddeutschen Studio aufgenommen. Der Veröffentlichung folgte eine Deutschlandtournee im Vorprogramm von Paul Di’Annos Band Killers. Im Frühjahr 1994 folgte das zweite Album Perpetual Being. Die Band hat sich inzwischen aufgelöst.

## Stil
Die Band spielte auf ihrem Debüt The Plot Sickens eine Mischung aus Speed- und Power-Metal, wobei die Lieder auch von langsameren Passagen durchsetzt wurden. Sie lassen Erinnerungen an Flotsam and Jetsam wach werden. Auf dem zweiten Album Perpetual Being schraubte die Band die Geschwindigkeit deutlich herunter. Besonders charakteristisch am Stil der Band sind vor allem der markante Gesang, die Gitarrenriffs und die variable Geschwindigkeit der Lieder.

## Diskografie
- 1990: Come Die with Us (Demo, Eigenveröffentlichung)
- 1992: The Plot Sickens (Album, Massacre Records)
- 1994: Perpetual Being (Album, Massacre Records)